# 112 (numero)
Centododici (112)  è il numero naturale dopo il 111 e prima del 113.

## Proprietà matematiche
- È un numero pari.
- È un numero composto, con i seguenti 10 divisori: 1, 2, 4, 7, 8, 14, 16, 28, 56, 112. Poiché la somma dei divisori (escluso il numero stesso) è 136 > 112, è un numero abbondante.
- È un numero idoneo.
- È un numero semiperfetto in quanto pari alla somma di alcuni (o tutti) i suoi divisori.
- È un numero poligonale, il settimo numero ettagonale e il quarto numero 20-gonale.
- È un numero di Harshad nel sistema numerico decimale.
- In base 10, è divisibile per il prodotto delle sue cifre.
- È la somma di sei numeri primi consecutivi: 11 + 13 + 17 + 19 + 23 + 29 = 112.
- È parte delle terne pitagoriche (15, 112, 113), (66, 112, 130), (84, 112, 140), (112, 180, 212), (112, 210, 238), (112, 384, 400), (112, 441, 455), (112, 780, 788), (112, 1566, 1570), (112, 3135, 3137).
- È un numero palindromo nel sistema di numerazione posizionale a base 3 (11011) e a base 13 (88): in quest'ultima base è anche un numero a cifra ripetuta.
- È un numero pratico.
- È un numero congruente.
- È un numero odioso.

## Chimica
- È il numero atomico del Copernicio (Cn).

## Fisica
- È il numero di libbre (pound) in uno hundredweight (cwt) pari a 50,8 kg.

## Astronomia
- 112P/Urata-Niijima è una cometa periodica del sistema solare.
- 112 Iphigenia è un asteroide della fascia principale del sistema solare.
- NGC 112 è una galassia spirale della costellazione di Andromeda.

## Astronautica
- Cosmos 112 è un satellite artificiale russo.

## Convenzioni

### Calendario
- Sono gli anni compiuti da uno degli esseri umani maschi più longevi del mondo. Si tratta di Antonio Todde (Tiana (NU), 22 gennaio 1889 - 3 gennaio 2002).

### Telefonia
- Nei paesi dell'UE è il numero di emergenza unico europeo. In precedenza, in Italia, corrispondeva al numero di pronto intervento dei carabinieri.